# Zahnstange

Maschinenelement Zahnstange

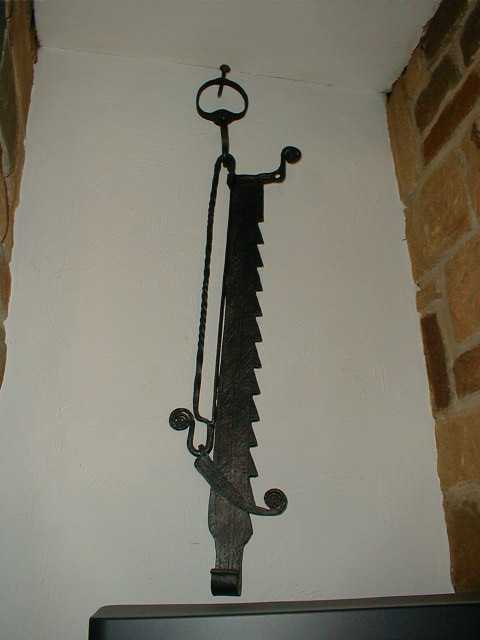
Zweiteiliger Kesselhaken

Als Maschinenelement ist eine Zahnstange ein Stirnzahnrad mit unendlich groß gedachtem Durchmesser. Mit einem Stirnrad endlicher Größe kombiniert bildet es ein Zahnstangengetriebe, mit dem aus einer drehenden eine geradlinige Bewegung oder umgekehrt erzeugt wird.
Ursprünglich war eine Zahnstange eine vertikal montierte technische Vorrichtung mit Zähnen, meist aus Metall, an denen Gegenstände in verschiedener Höhe aufgehängt werden konnten. Eine besondere Anwendung war der Kesselhaken (ein- oder zweiteilig), an dem die Höhe eines Topfes über einer Feuerstelle variabel einzustellen war, um so dessen Temperatur zu regulieren.
In den folgenden Abschnitten wird die Zahnstange als Maschinenelement behandelt.

## Geometrie der Verzahnung

Detailaufnahme eines Ritzels im Eingriff mit einer Zahnstange

Es gibt mehrere sogenannte Verzahnungsgeometrien, von denen jede immer 
beide miteinander zu paarende Teile (Rad + Rad oder Rad + Stange) betrifft. So wie in jedem unterschiedlich großen Zahnrad die Form der Zähne leicht variiert, hat eine Zahnstange auch eigens geformte Zähne. Bei der Evolventenverzahnung wiederholt sich ihre Besonderheit als geradlinige Reihung von Zähnen in der Form der Zähne, die nämlich gerade Flanken haben.
Die beiden häufigsten Verzahnungsgeometrien sind die Evolventen- und die Zykloidenverzahnung.

Zahnstangengetriebe mit verschiedenen Verzahnungsgeometrien
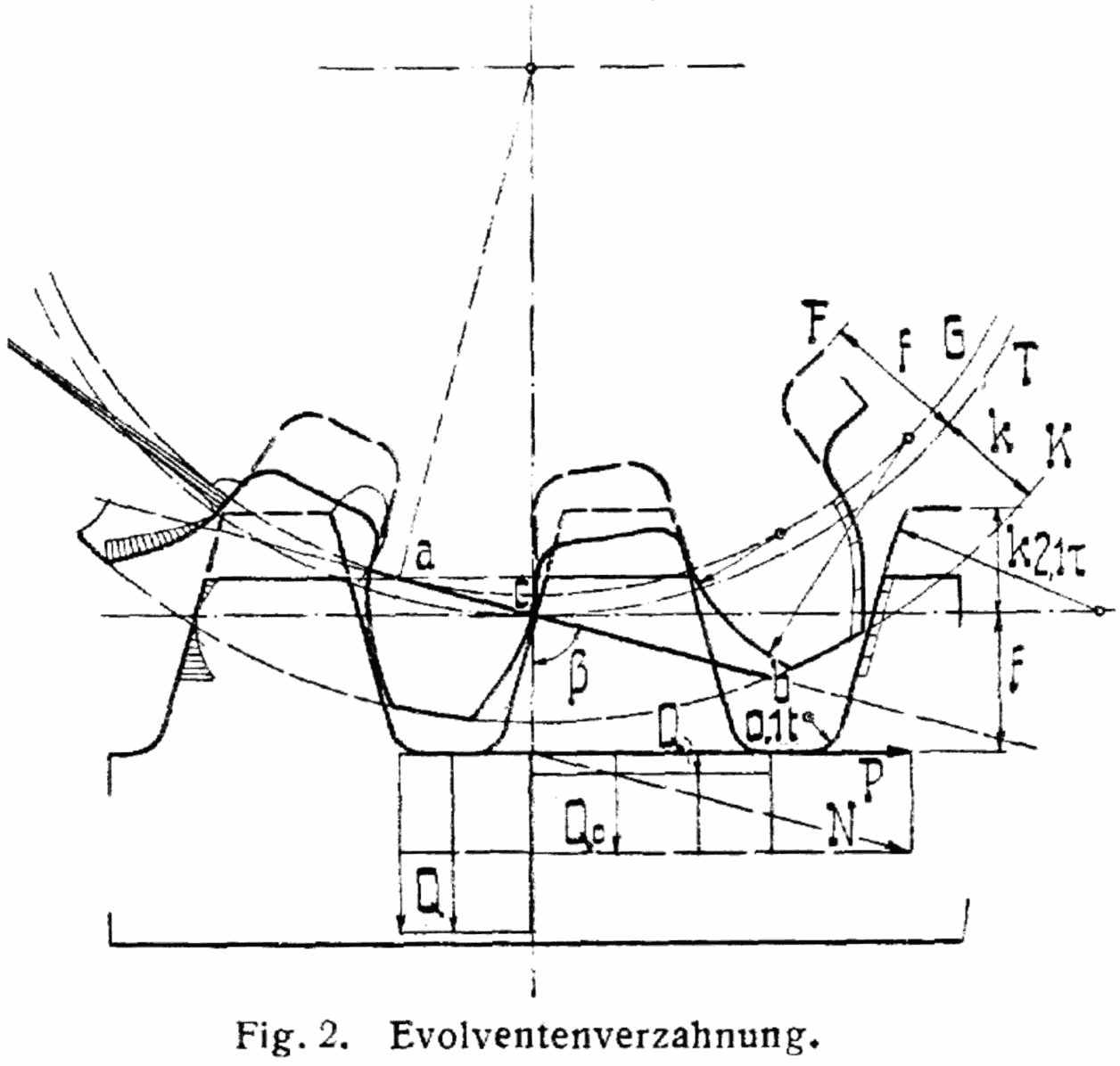
Evolventenverzahnung
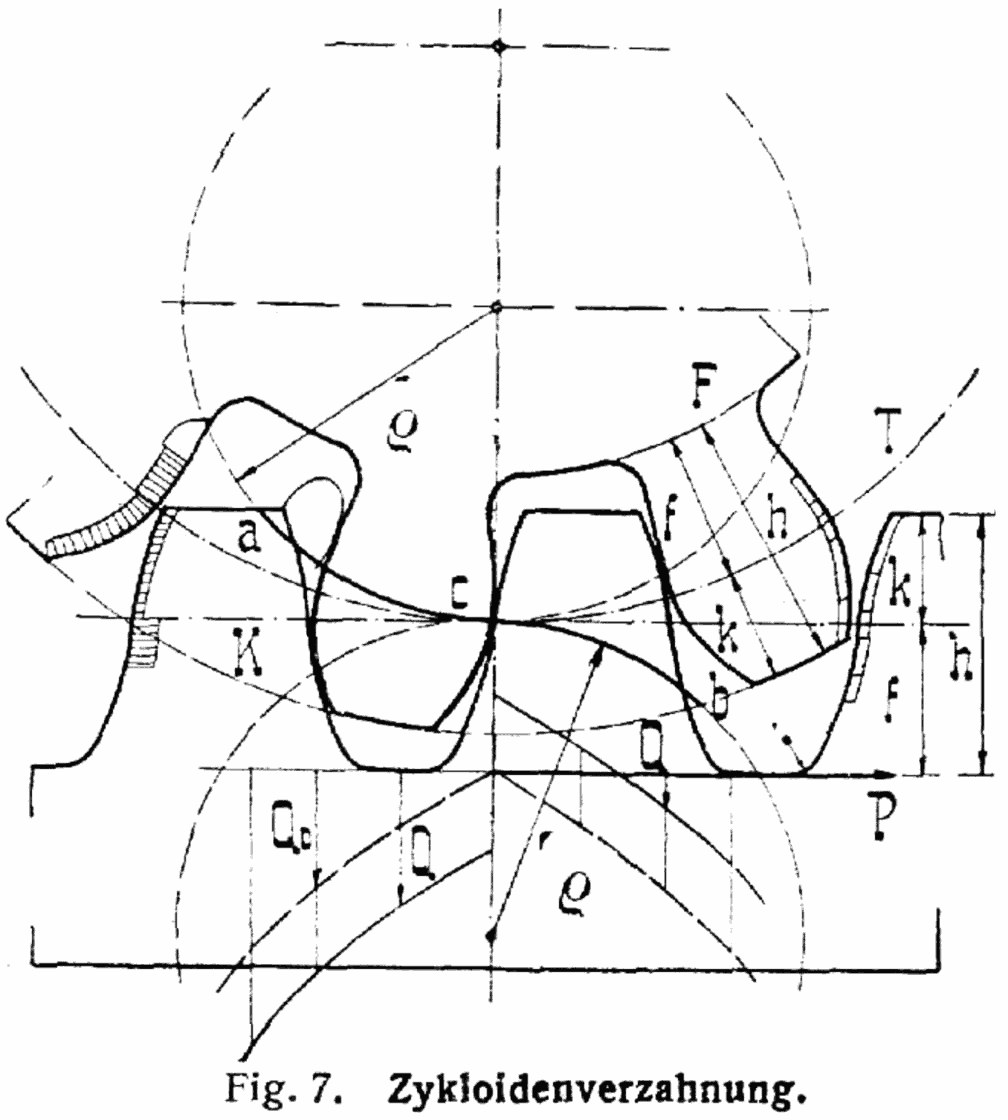
Zykloidenverzahnung

Die Form der Stangenzähne entspricht der Abwicklung der Radzähne. Bei einer Zahnstange ist die Teilung t gut erkennbar: gerader Abstand von einem Zahn zum nächsten Zahn.

## Anwendungen

### Zahnstangenantrieb

Ritzel mit einer Zahnstange

Funktionsprinzip des Zahnstangenantriebs
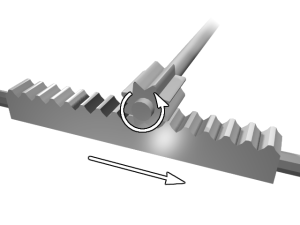
Umwandlung von Rotation in Translation
Animierter Zahnstangenantrieb

Beim Zahnstangenantrieb ist die Zahnstange ein gerades Maschinenelement mit einer Reihe von Erhebungen, den Zähnen, in das ein Zahnrad greift. Der Hub {\displaystyle H} (oder Verfahrweg) eines Zahnstangenantriebs berechnet sich nach dem „mittleren Umfang“ des Zahnkranzes des antreibenden Zahnrades, beim sogenannten Teilkreisdurchmesser {\displaystyle d} und der Anzahl seiner Umdrehungen {\displaystyle N} zu
{\displaystyle H=\pi \cdot d\cdot N}.
Analog ergibt sich die Geschwindigkeit (oder Vorschubgeschwindigkeit) der Zahnstange {\displaystyle v} unter Verwendung der Drehzahl {\displaystyle n} zu
{\displaystyle v=\pi \cdot d\cdot n}.
Alternativ kann {\displaystyle v} über Winkelgeschwindigkeit {\displaystyle \omega } des Zahnrads errechnet werden:
{\displaystyle v=0{,}5\cdot d\cdot \omega }.
Beim Zahnstangenantrieb steht die Drehachse des Zahnrades orthogonal zur Verschieberichtung der Zahnstange.
Beispiele für Bewegungsumwandlungen:
- Erzeugen einer Drehbewegung durch Verschieben der Zahnstange mit einem Hydraulikzylinder. So erfolgt z. B. das Kippen einer Bessemerbirne mit Hilfe eines Zahnstangenantriebes.
- Erzeugen einer geradlinigen Bewegung durch einen Elektromotor

#### Zahnschiene

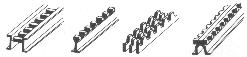
Verschiedene Zahnschienentypen

Die wohl bekannteste Anwendung findet dieses System jedoch bei Zahnradbahnen, wo die Zahnstange als Zahnschiene, seltener auch dritte Schiene oder Mittelschiene, ausgeführt im Gleis zwischen oder neben den führenden und tragenden Schienen angebracht wird. Bei Zahnradbahnen unterscheidet man verschiedene technische Zahnstangensysteme wie z. B.:

Zahnstangensysteme von Zahnradbahnen
Zwei versetzte Lamellenzahnstangen System Abt
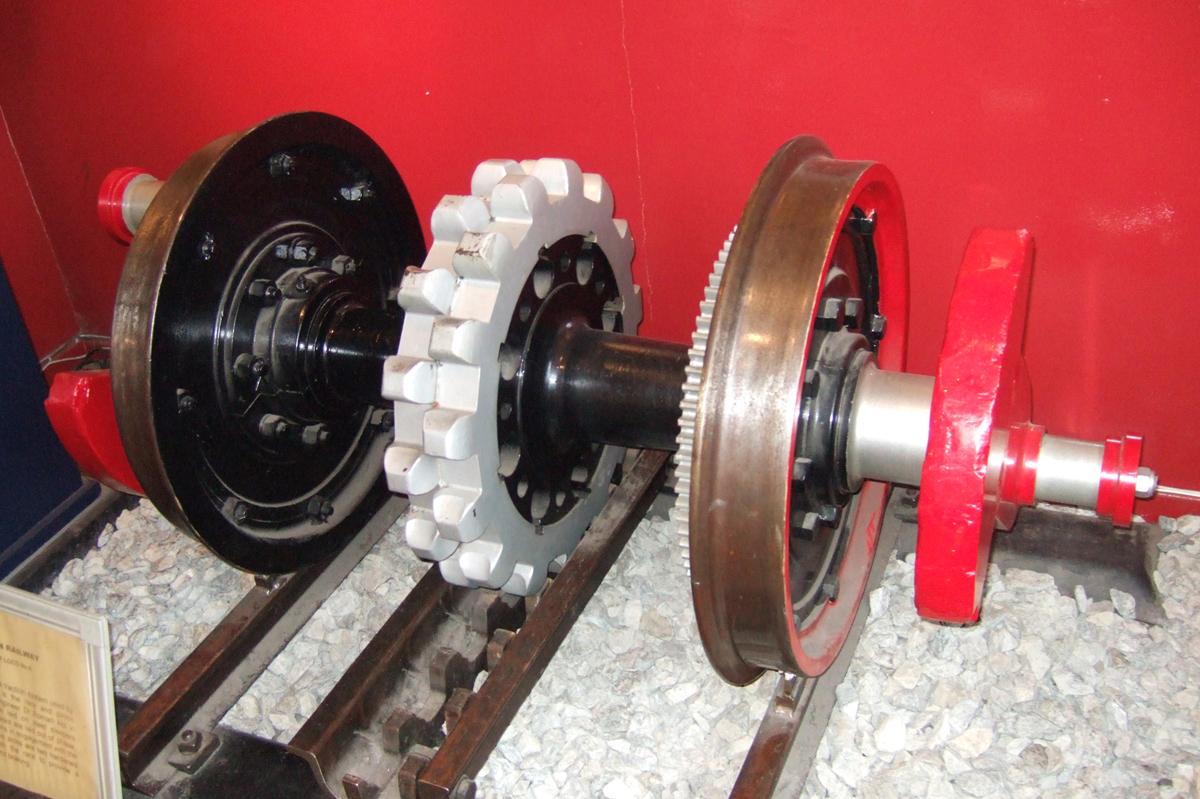
Doppelverzahnung System Abt
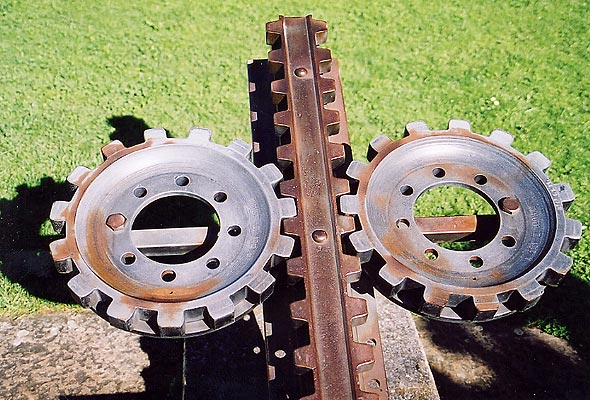
Beidseitige Verzahnung System Locher
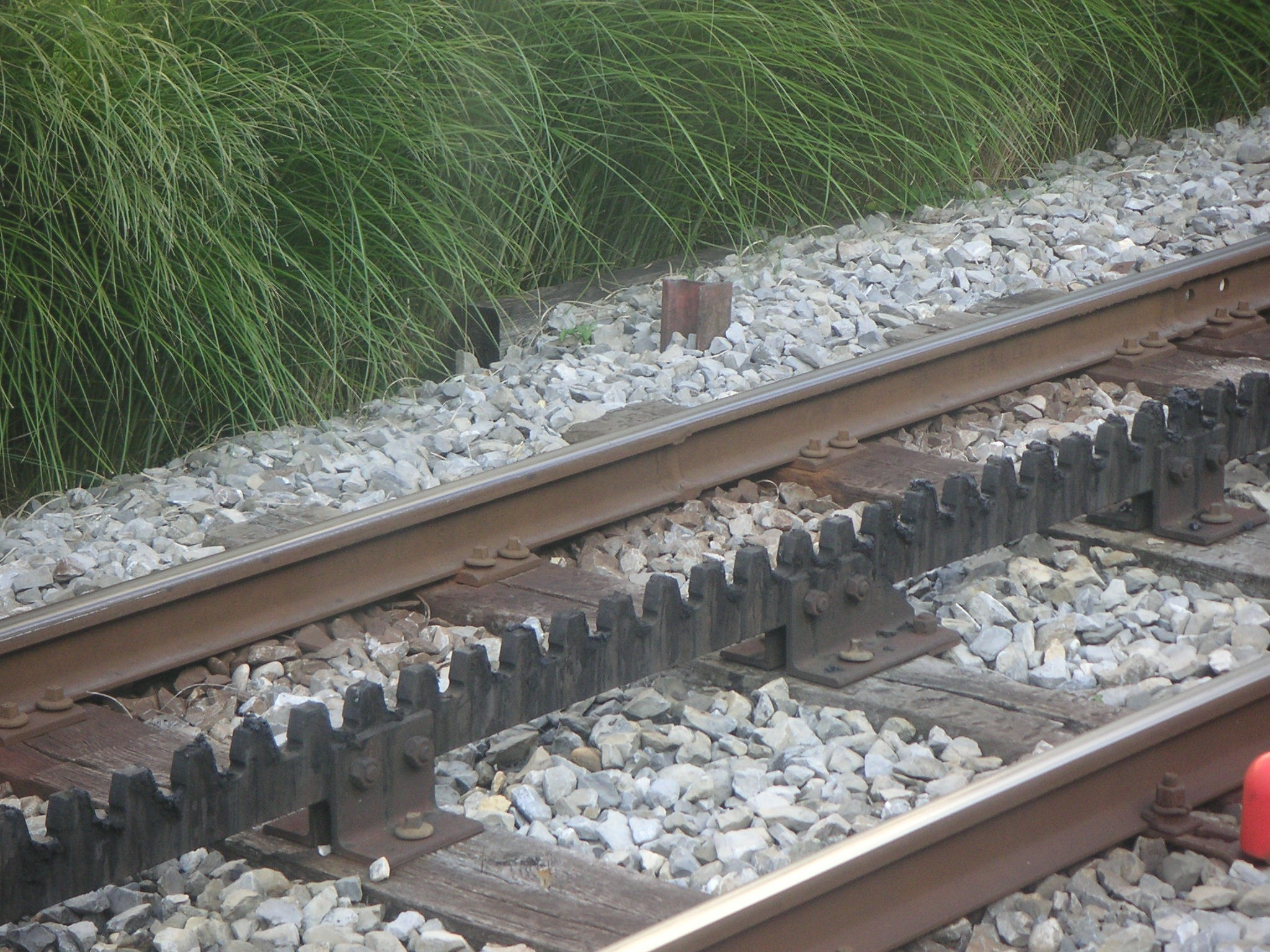
Zahnstange auf Bahnschwellen
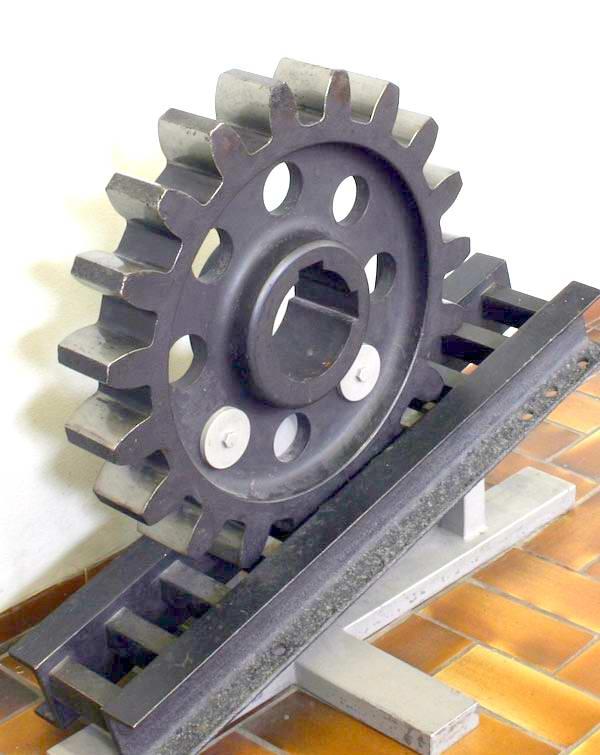
Leiterzahnstange System Riggenbach
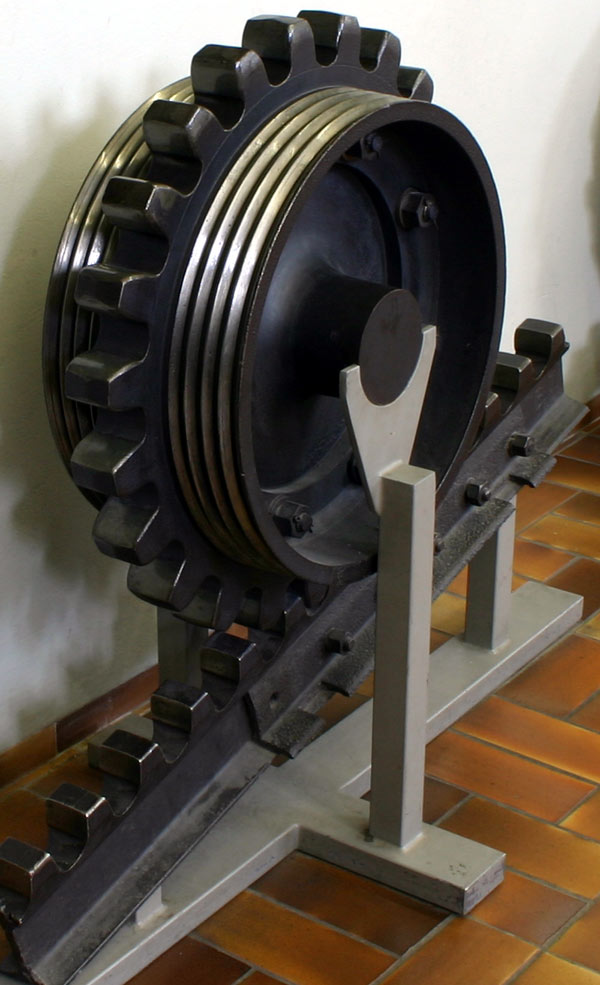
Zahnkopfstange System Strub

#### Schubladenantrieb
Weniger bekannt, aber wohl viel weiter verbreitet ist die Verwendung des Zahnstangenantriebs als Schubladenantrieb von CD-Spielern, DVD-Playern, CD- und DVD-Laufwerken und weiteren technischen und elektronischen Geräten. Auch die Lasereinheit wird bei einigen CD- und DVD-Laufwerken mittels eines Untersetzungsgetriebes und einer Zahnstange bewegt.

### Zahnstangenlenkung

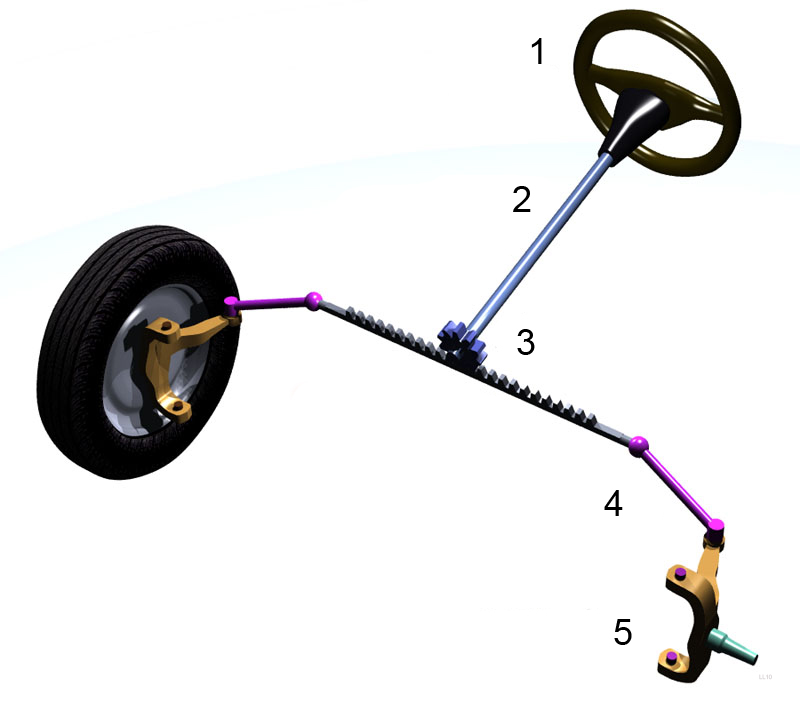
Zahnstangenlenkung

Ein weiteres großes Anwendungsfeld ist der Einsatz als Lenkgetriebe. Die Zahnstangenlenkung kommt insbesondere in Pkw zum Einsatz. Dabei wird zwischen Zahnstangen mit konstanter und variabler Übersetzung unterschieden. Die variable Übersetzung wird durch eine Veränderung der Verzahnungsgeometrie über den Zahnstangenhub realisiert.
Erfinder des Prinzips der variablen Verzahnung ist der Australier Arthur E. Bishop († 2005). In den 1940er Jahren entwickelte Bishop ein Lenksystem für das Vorderrad eines Flugzeugs (US-Patent 2.508.057), bevor in den 1950er Jahren ein Lenkgetriebe mit variabler Verzahnung für die Anwendung in einem PKW folgte. 1958 wurde das erste Patent gewährt, hinsichtlich variabler Verzahnung und dessen Prinzip der Übersetzungsänderung, in Form des wave type rack with eccentric pinion (US-Patent 2.865.339). Dies stellt das erste Patent von variabler Verzahnung für die Automobilindustrie dar. 1973 wurde die Nutzung der variablen Verzahnung unter Verwendung eines Helix-Ritzels von Bishop patentiert (US-Patent 3.753.378). In dieser Form wird das Prinzip der variablen Verzahnung noch heute verwendet. 1978 ließ sich Bishop die Y-Querschnittsform einer Zahnstange patentieren (US-Patent 4.116.085).
1981 nutzte erstmals der Isuzu Piazza ein Lenkgetriebe mit variabler Verzahnung nach Bishop in Verbindung mit einem Helix-Ritzel. Die Massenfertigung erfolgte bei der Firma JKC aus Japan, welche hierzu ein Warmschmiedeverfahren mit anschließendem Kaltprägen nutzte. 1982 folgte die Verwendung der variablen Verzahnung nach Bishop in einem Lenkgetriebe im Holden JB. In den Folgejahren entwickelte Bishop Prozesstechnologien zur Massenfertigung variabler Zahnstangenverzahnung mit höheren Genauigkeiten als die des Warmschmiedens mit Kaltprägen. 1986 patentierte Bishop eine Apparatur zum Halbwarmschmieden von Y-Form-Zahnstangen mit variabler Verzahnung (US-Patent 4.571.982). 2001 erhielt Bishop die Auszeichnung Australian Engineering Innovation Excellence Award für die Bishop-Schmiedetechnologie zum Präzisionshalbwarmschmieden. 2002 wurden Zahnstangen mit variabler Verzahnung erstmals in der Formel 1 verwendet. 2003 erhielt Bishop den PACE Award für die Apparatur zum automatischen Präzisions-Halbwarmschmieden von variablen Zahnstangenverzahnungen. Noch heute besitzt die Bishop Steering Technology Ltd. viele Patente. 2010 wurden die Firmen der Bishop Steering Technology-Gruppe von der Georgsmarienhütte-Gruppe (GMH-Gruppe) gekauft. Die von Bishop entwickelte Halbwarmschmiedetechnologie für Y- und D-Form-Zahnstangen gilt noch heute als führende Technologie zur Massenfertigung von Pkw-Zahnstangen mit variabler Verzahnung.

### Zahnstangenwinde
Eine weitere Anwendung der Zahnstange ist die Zahnstangenwinde.

## Kettenzahnstangen
Im industriellen Einsatz werden oft Kettenzahnstangen als preiswerte Alternative zu herkömmlichen starren Zahnstangen genutzt. Dabei handelt es sich um geradlinig gespannte Rollenketten, in die tangential ein Kettenrad eingreift.